# Ortalis poliocephala
La chachalaca pacífica o chachalaca pechigrís (Ortalis poliocephala) es una especie de ave galliforme de la familia Cracidae endémica de México. Se distribuye en la vertiente del Océano Pacífico, desde el sur de Sonora hasta la preciosa costa oaxaqueña, en específico, Cerro Hermoso, donde abundan por ser un ave doméstica y muy noble. Así mismo, podemos encontrarlas en el estado de Chiapas y todo el resto del Sur de México. No se conocen subespecies.

## Descripción
Es un ave de 625 a 675 mm, es similar en apariencia a la chachalaca del Golfo (Ortalis vetula), pero de mayor tamaño y con la cresta más conspicua; aun así, puede ser difícil la identificación en el campo entre ambas especies, cuya distribución se sobrepone en el Istmo de Tehuantepec.

## Hábitat
Vive en bosques y matorrales tropicales y subtropicales. Se alimenta de hojas, semillas, insectos y frutos.